# Oued Rhiou
 (août 2013).
Si vous disposez d'ouvrages ou d'articles de référence ou si vous connaissez des sites web de qualité traitant du thème abordé ici, merci de compléter l'article en donnant les références utiles à sa vérifiabilité et en les liant à la section « Notes et références ».
Oued Rhiou (en arabe وادي رهيو), surnommé La Porte du Far West algérien, est la deuxième plus grande ville de la wilaya de Rélizane par sa population.

## Étymologie
Nommée pendant l'époque coloniale française Inkerman en souvenir de la bataille d'Inkerman pendant la guerre de Crimée, en 1854, où les zouaves et tirailleurs engagés dans l'armée française se sont fait remarquer dans les combats, Oued Rhiou qui tire son nom de oued (rivière en arabe) et de arhiou (fantôme en berbère) est la deuxième ville de la wilaya de Rélizane en Algérie.

## Géographie

### Situation
|           | Ouarizane   |                  |
| Djidiouia | Oued Rhio   | Merdja Sidi Abed |
|           | Ammi Moussa | El Ouldja        |

Oued Rhiou est traversée par les routes nationales RN 4 et RN 90 et desservie par la sortie no 55 de l'autoroute algérienne A1
(autoroute Est-Ouest). Elle est située entre Relizane à l'ouest et Chlef à l'est.

## Histoire

### Époque coloniale française
Centre de peuplement créé par décret du 28 janvier 1870, sur le territoire de l'oued Riou, érigé en commune de plein exercice par 

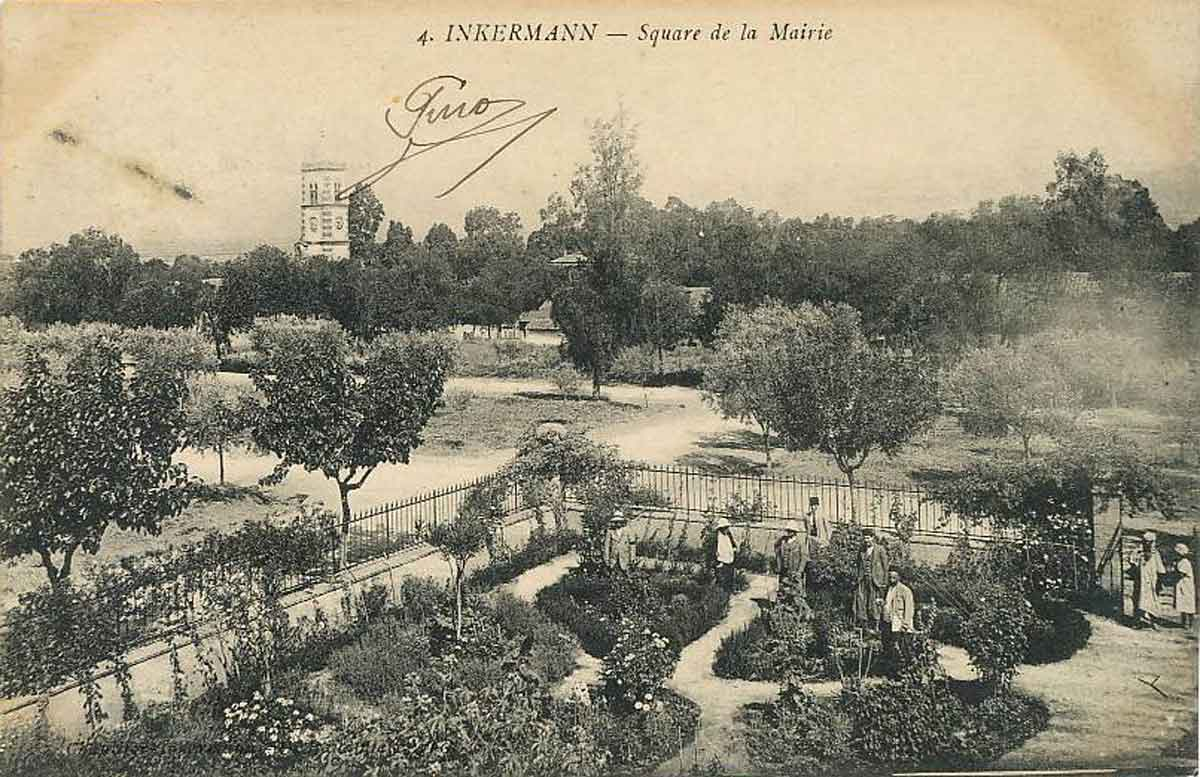
La place

décret du 6 janvier 1891. La commune est rattachée au Département de Mostaganem en 1956.

## Démographie
La population de la ville était de 64 685 habitants en 2008 contre 42 600 en 1998.et 130678 en 2022.

## Économie

### Industrie
Du fait de sa position géographique, la localité a connu un important développement économique durant les années 1970. Celui-ci a été caractérisé par la mise en place d'un pôle économique stratégique, par la construction d'une usine d'envergure internationale spécialisée dans la robinetterie et la coutellerie entre autres. Ces produits demeurent très compétitifs sur le marché mondial.
Deux autres usines de produit en béton trans canal ouest emploient environ 600 ouvriers.

## Patrimoine
- La waâda de Sidi Bouabdellah  Une manifestation culturelle organisée chaque année en l'honneur de Sidi Bouabdellah. On vient de toutes les régions environnantes pour profiter de spectacles équestres, de chants et de poésie[6],[7].

## Sport
- RCBOR

## Personnalités liées à la ville
- Sidi Bou Abdellah El moughaoufel [8]